# منعطف حدوة الحصان

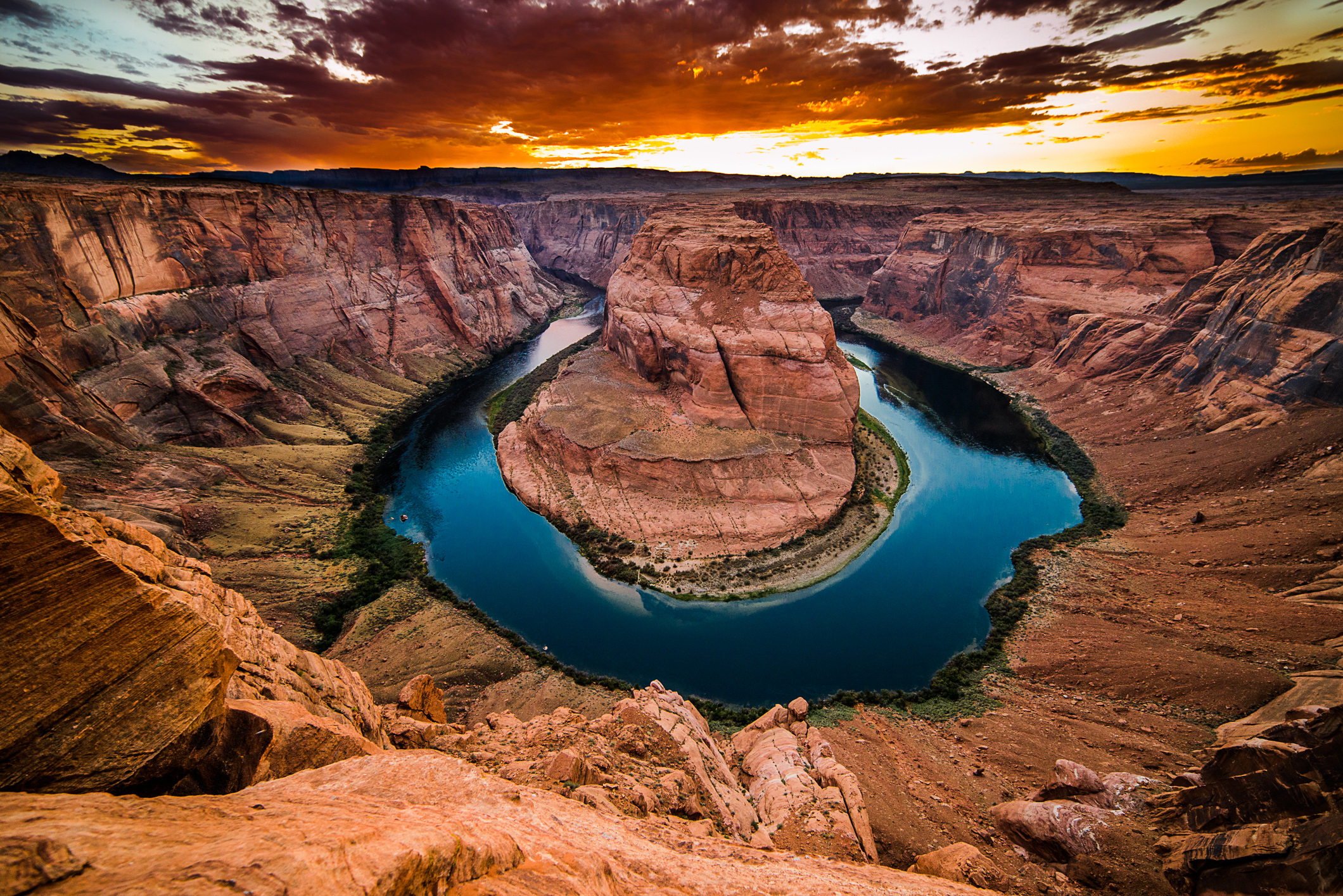
منعطف حدوة الحصان

منعطف حدوة الحصان (بالإنجليزية:  Horseshoe Bend)‏ هو عبارة عن تيار متعرج من نهر كولورادو على شكل حدوة حصان، يقع بالقرب من بلدة بيج، أريزونا، الولايات المتحدة. يقع منعطف حدوة الحصان على بعد 8 كم باتجاه مجرى النهرعن سد وادي جلين وبحيرة باول، و على بعد حوالي 6.4 كم جنوب غرب مدينة بيج. يمكن الوصول إليه عن طريق المشي لمسافة 2.4 كم ذهابا وإيابا من منطقة وقوف السيارات في الطريق 89 جنوب غرب مدينة بيج.  في الآونة الأخيرة، أصبحت المنطقة وجهة سياحية رئيسية. و بحلول عام 2018، تسبب ذكر الموقع على وسائل التواصل الاجتماعي في زيادة عدد الزوار بشكل ملحوظ. 
يحتوي منعطف حدوة الحصان على مجموعة متنوعة من المعادن، بما في ذلك الهيماتيت والبلاتين والجارنيت. 

## معرض صور

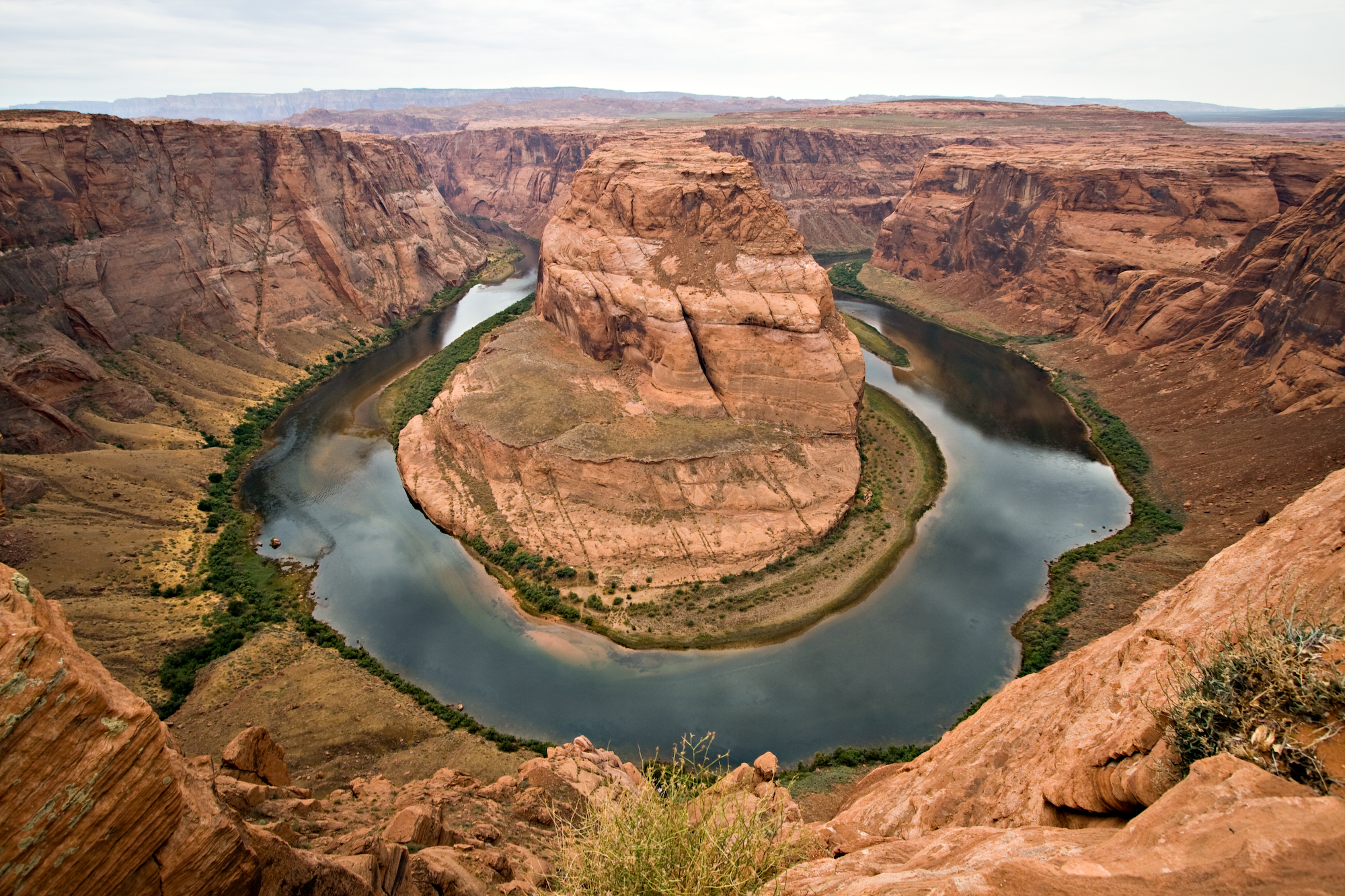
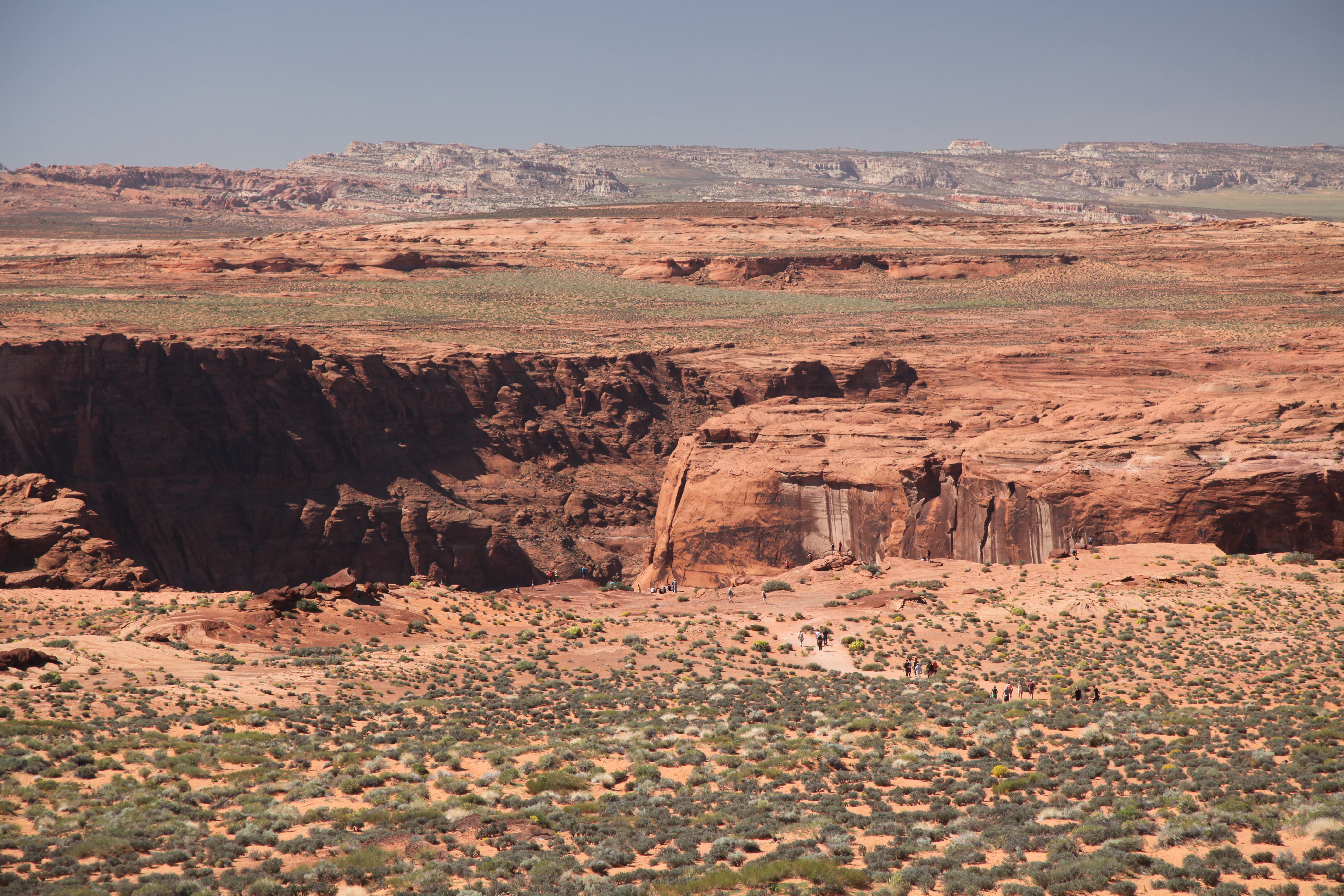
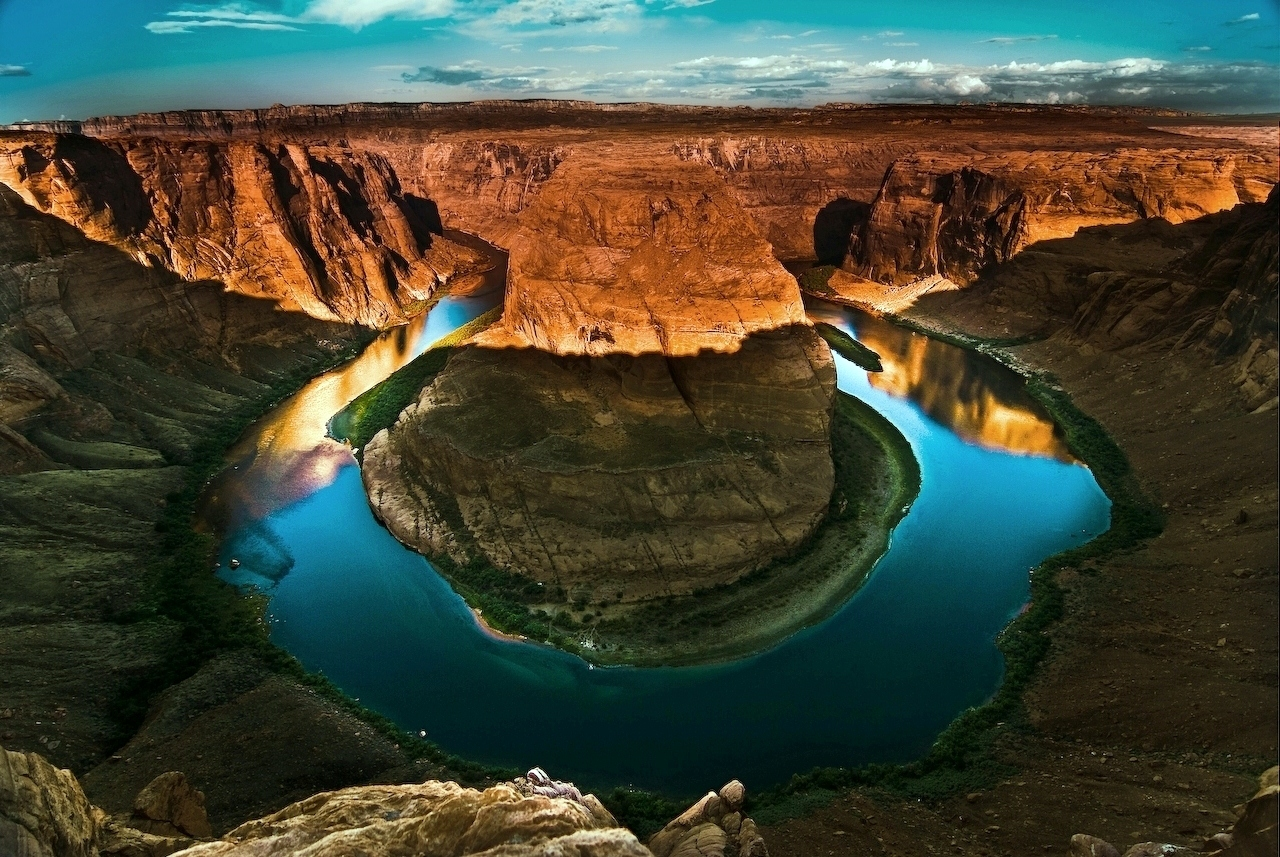
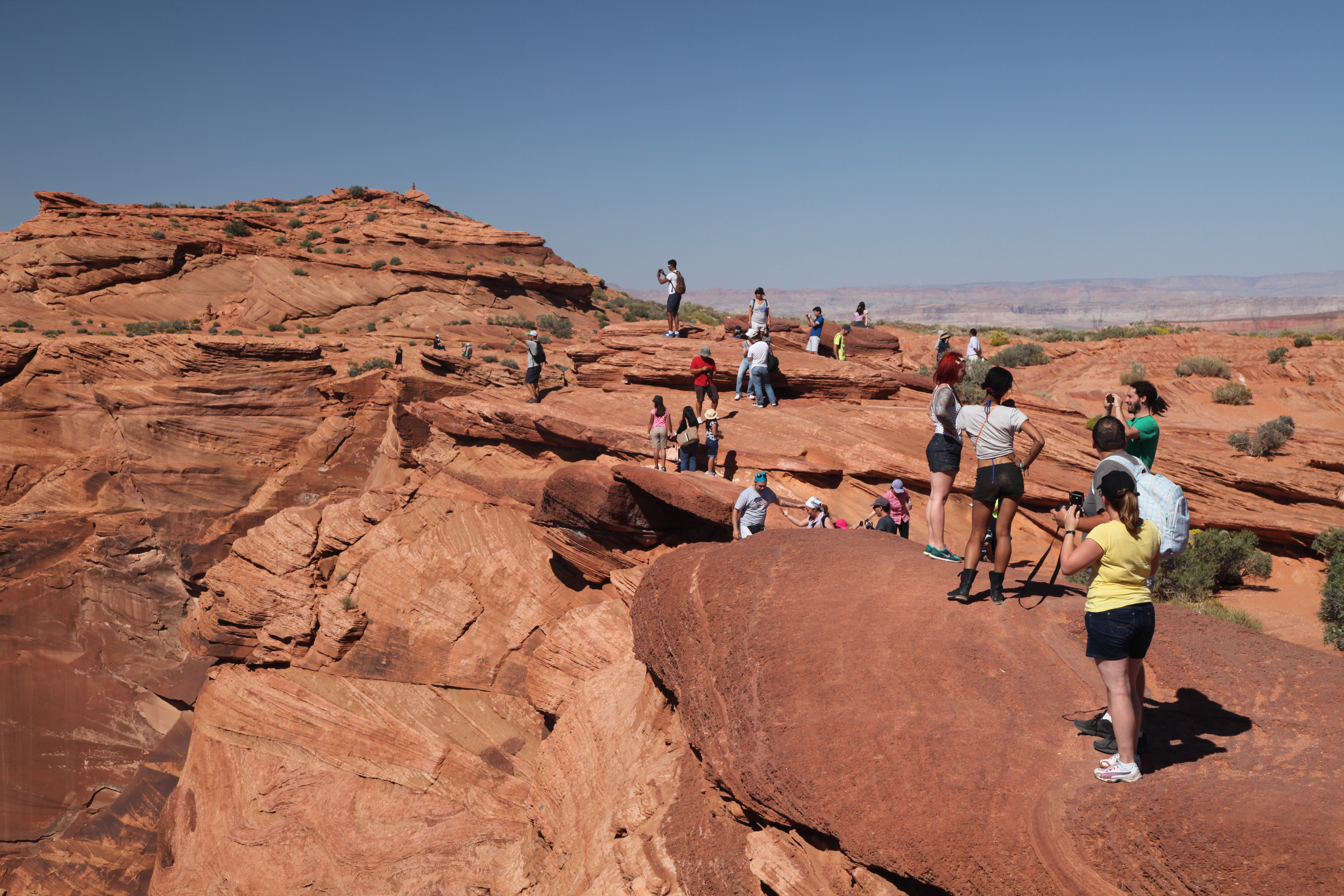

## وصلات خارجية
- الموقع الرسمي